# テレーゼ・フォン・ザクセン＝アルテンブルク (1836-1914)
テレーゼ・フォン・ザクセン＝アルテンブルク（Therese von Sachsen-Altenburg, 1836年12月21日 - 1914年11月9日）は、ドイツのザクセン＝アルテンブルク家の公女で、スウェーデン王族のダーラナ公アウグストの妻。全名はテレーゼ・アマーリエ・カロリーネ・ヨゼフィーネ・アントイネッテ（Therese Amalie Karoline Josephine Antoinette von Sachsen-Altenburg）。

## 生涯
ザクセン＝アルテンブルク公子エドゥアルトとその最初の妻でホーエンツォレルン＝ジグマリンゲン侯カールの娘であるアマーリエ（1815年 - 1841年）の間の第1子、長女として生まれた。1852年に父を亡くすと孤児となったため、最初は従姉のハノーファー王妃マリーに、次いで伯父のホーエンツォレルン侯カール・アントンに引き取られた。1864年4月16日にアルテンブルクにおいて、スウェーデン王オスカル1世の四男であるダーラナ公と結婚した。夫婦仲は良好だったが、間に子供は生まれなかった。夫とは結婚して9年後の1873年に死別した。
夫を亡くして間もなくテレーゼの精神は徐々に崩壊し、自分の周囲の人間にひどく攻撃的な態度を取るようになった。病状が悪化するとストックホルム宮廷はテレーゼを厄介払いすることに決め、テレーゼは1875年に精神異常と診断されて、ダールスコルド伯爵夫人（Gräfin von Dahlskiöld）の偽名でスイスに追放された。彼女はヌーシャテルに買い与えられた屋敷で長年を過ごした。
1890年にスウェーデンへの帰国を許され、死ぬまでソルナのハガ城（現在のハガ公園）で暮らした。晩年のテレーゼは趣味の作曲や慈善活動に時間を費やした。また義理の甥孫で、知的障害のため家族から疎外されていたヴェストマンランド公エーリクを可愛がったという。1914年に死去し、リダルホルム教会の王家の墓所に葬られた。